# Tramwaje w Grenoble

Sieć tramwajowa w Grenoble

Tramwaje w Grenoble - sieć tramwajowa w mieście Grenoble w departamencie Rodan-Alpy we Francji. Jest to druga sieć tramwajowa w tym mieście, pierwsza działała w latach 1897-1952. Obecna sieć zainaugurowała działanie w roku 1987 i składa się z pięciu linii o łącznej długości 40 km.

## Historia
Pierwsza sieć tramwajowa została wybudowana w 1897 przez Towarzystwo Tramwajowe w Grenoble. Operowała na torach o rozstawie metrowym i była z początku parowa a następnie elektryczna. W mieście istniały, oprócz sieci miejskiej, dwie inne linie tramwajowe: do Villard-de-Lans i Chapareillan o łącznej długości ok. 220 km. Tramwaje ostatecznie zlikwidowano w roku 1952.

## Obecna sieć
Pierwsze projekty nowej sieci tramwajowej powstały w 1971; cztery lata później ówczesny minister transportu opracował projekt sieci tramwajowych dla ośmiu miast we Francji, w tym Grenoble. O budowie sieci przesądziło referendum przeprowadzone wśród mieszkańców miasta w 1983. W tym samym roku, po pogorszeniu się sytuacji u dotychczasowego przewoźnika SGTE powstaje mieszany syndykat do spraw komunikacji (Syndicat mixte des transports en commun de l'agglomération grenobloise), którego celem jest ponowne otwarcie linii tramwajowych.

## Linie
Pierwsza linia tramwajowa oddana została do użytku 3 sierpnia 1987 i połączyła dzielnice Fontaine i Échirolles z centrum i dworcem kolejowym. Następną linię o nazwie B oddano do użytku w roku 1990, a połączyła ona campus studencki i dzielnicę Gières Plaine. Trzecia linia, C, oddana została do użytku 20 maja 2006, a czwarta 6 października 2007. W 2014 otwarto przedłużenie linii B z Cité Internationale do Presqu’île oraz otwarto nową linię E z Saint-Martin-le-Vinoux Hôtel de Ville do Louise Michel. W 2015 linię E przedłużono z dotychczasowej końcówki Saint-Martin-le-Vinoux Hôtel de Ville do Fontanil-Cornillon/Palluel. Ostatnim otwartym fragmentem sieci jest odcinek linii A Échirolles/Denis-Papin — Le Pont-de-Claix/L’Étoile, który został uruchomiony 21 grudnia 2019.